# Пра (притока Оки)
Пра (рос. Пра) — річка у Московській і Рязанській області Росія, ліва притока Оки.

## Географія і гідрологія
Довжина При — 167 км, площа сточища — 5520 км, середній похил — 0,141 м/км. Русло піщане. На Прі розташоване місто Спас-Клепики — районний центр Рязанської області.
Витікає з озера Святе, в яке впадає річка Бужа. Тече Мещерськими лісами на південь, південний схід і схід. У верхів'ях протікає через Клепиківські озера, розбиваючись на дві протоки.
Територією Московської області протікає близько 12 км (разом з озерами) у верхній течії. Від Спас-Клепиків до села Деуліно річка тече серед густого, хвойного лісу. Після Деуліно і до місця впадання в Оку Пра тече по території Окського державного заповідника.

### Притоки (км від гирла)
- 75 км: Біла (пр)
- 89 км: Кадь (лв)
- 99 км: Ураж (пр)
- 112 км: річка без назви (лв)
- 141 км: Воровка (лв)
- 159 км: Совка (лв)
- 167 км: система озер р. Пра (Клепиківські озера), у тому числі
  - Ялма (пр)
  - Посерда (лв)
  - Бужа